# Taratabong
Taratabong! Il Mondo dei Musicilli è un cartone animato prodotto e realizzato dallo studio italiano Toposodo, basato su un'idea di Marco Bigliazzi e Fabrizio Bondi, e distribuito nel mondo dalla francese Mediatoon. In Italia è trasmesso da Raitre ed è destinato a bambini dai 2 ai 5 anni.
Taratabong è il Mondo dei Musicilli, creaturine musicali, o meglio strumenti musicali animati. In effetti la serie è incentrata sul mondo dei suoni e della musica: tra i protagonisti ci sono Truby, la piccola tromba, Rullo, il tamburo rullante, Bone, il trombone, Granca, la grancassa, Pino, il piccolo piano, e Maestro Nomo, il metronomo.
Le musiche sono di Patrizio Fariselli, che ha dato la voce al borbottante Maestro Nomo.
La voce del narratore è invece di Mario Cordova.
A partire dall'autunno 2011 la serie viene trasmessa su Rai YoYo.
Negli Stati Uniti è stata diffusa su Netflix.

## Riconoscimenti
Taratabong ha vinto il Pulcinella Award del festival Cartoons on the Bay 2009 come miglior serie preschool dell'anno.